# Dampierre-en-Graçay
Dampierre-en-Graçay est une commune française située dans le département du Cher en région Centre-Val de Loire.

## Géographie

### Climat
Pour des articles plus généraux, voir Climat du Centre-Val de Loire et Climat du Cher.
En 2010, le climat de la commune est de type climat océanique dégradé des plaines du Centre et du Nord, selon une étude du CNRS s'appuyant sur une série de données couvrant la période 1971-2000. En 2020, Météo-France publie une typologie des climats de la France métropolitaine dans laquelle la commune est exposée à un climat océanique altéré et est dans la région climatique Centre et contreforts nord du Massif Central, caractérisée par un air sec en été et un bon ensoleillement.
Pour la période 1971-2000, la température annuelle moyenne est de 11,1 °C, avec une amplitude thermique annuelle de 14,4 °C. Le cumul annuel moyen de précipitations est de 723 mm, avec 11,2 jours de précipitations en janvier et 7 jours en juillet. Pour la période 1991-2020, la température moyenne annuelle observée sur la station météorologique la plus proche, située sur la commune de Graçay à 8 km à vol d'oiseau, est de 12,1 °C et le cumul annuel moyen de précipitations est de 741,3 mm,. Pour l'avenir, les paramètres climatiques de la commune estimés pour 2050 selon différents scénarios d'émission de gaz à effet de serre sont consultables sur un site dédié publié par Météo-France en novembre 2022.

## Urbanisme

### Typologie
Au 1er janvier 2024, Dampierre-en-Graçay est catégorisée commune rurale à habitat dispersé, selon la nouvelle grille communale de densité à 7 niveaux définie par l'Insee en 2022.
Elle est située hors unité urbaine. Par ailleurs la commune fait partie de l'aire d'attraction de Vierzon, dont elle est une commune de la couronne,. Cette aire, qui regroupe 20 communes, est catégorisée dans les aires de moins de 50 000 habitants,.

### Occupation des sols
L'occupation des sols de la commune, telle qu'elle ressort de la base de données européenne d’occupation biophysique des sols Corine Land Cover (CLC), est marquée par l'importance des territoires agricoles (86,9 % en 2018), une proportion identique à celle de 1990 (86,9 %). La répartition détaillée en 2018 est la suivante : 
terres arables (78,8 %), forêts (13,1 %), zones agricoles hétérogènes (8,1 %).
L'évolution de l’occupation des sols de la commune et de ses infrastructures peut être observée sur les différentes représentations cartographiques du territoire : la carte de Cassini (XVIIIe siècle), la carte d'état-major (1820-1866) et les cartes ou photos aériennes de l'IGN pour la période actuelle (1950 à aujourd'hui).

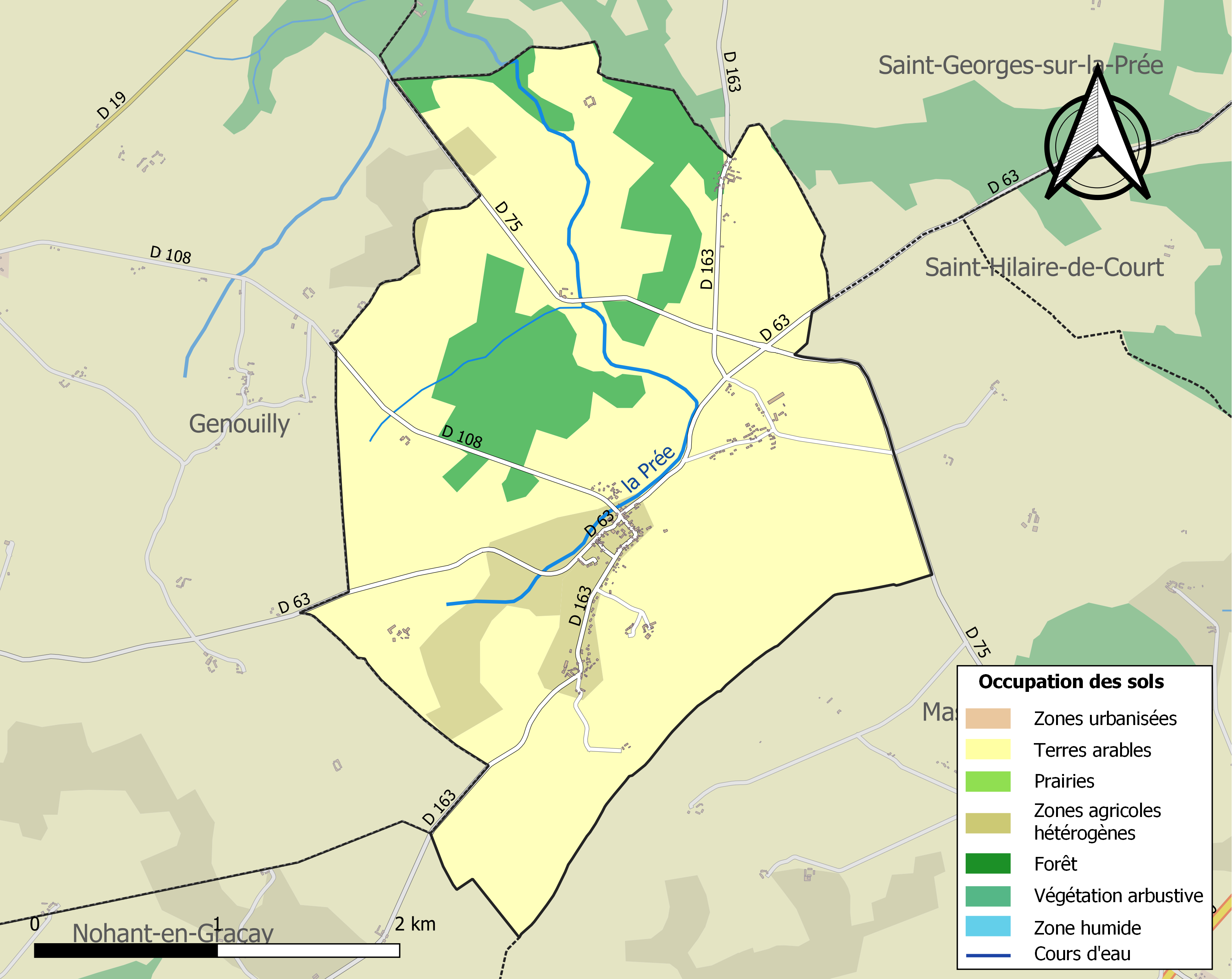
Carte des infrastructures et de l'occupation des sols de la commune en 2018 (CLC).

### Risques majeurs
Le territoire de la commune de Dampierre-en-Graçay est vulnérable à différents aléas naturels : météorologiques (tempête, orage, neige, grand froid, canicule ou sécheresse), mouvements de terrains et séisme (sismicité faible). Un site publié par le BRGM permet d'évaluer simplement et rapidement les risques d'un bien localisé soit par son adresse soit par le numéro de sa parcelle.

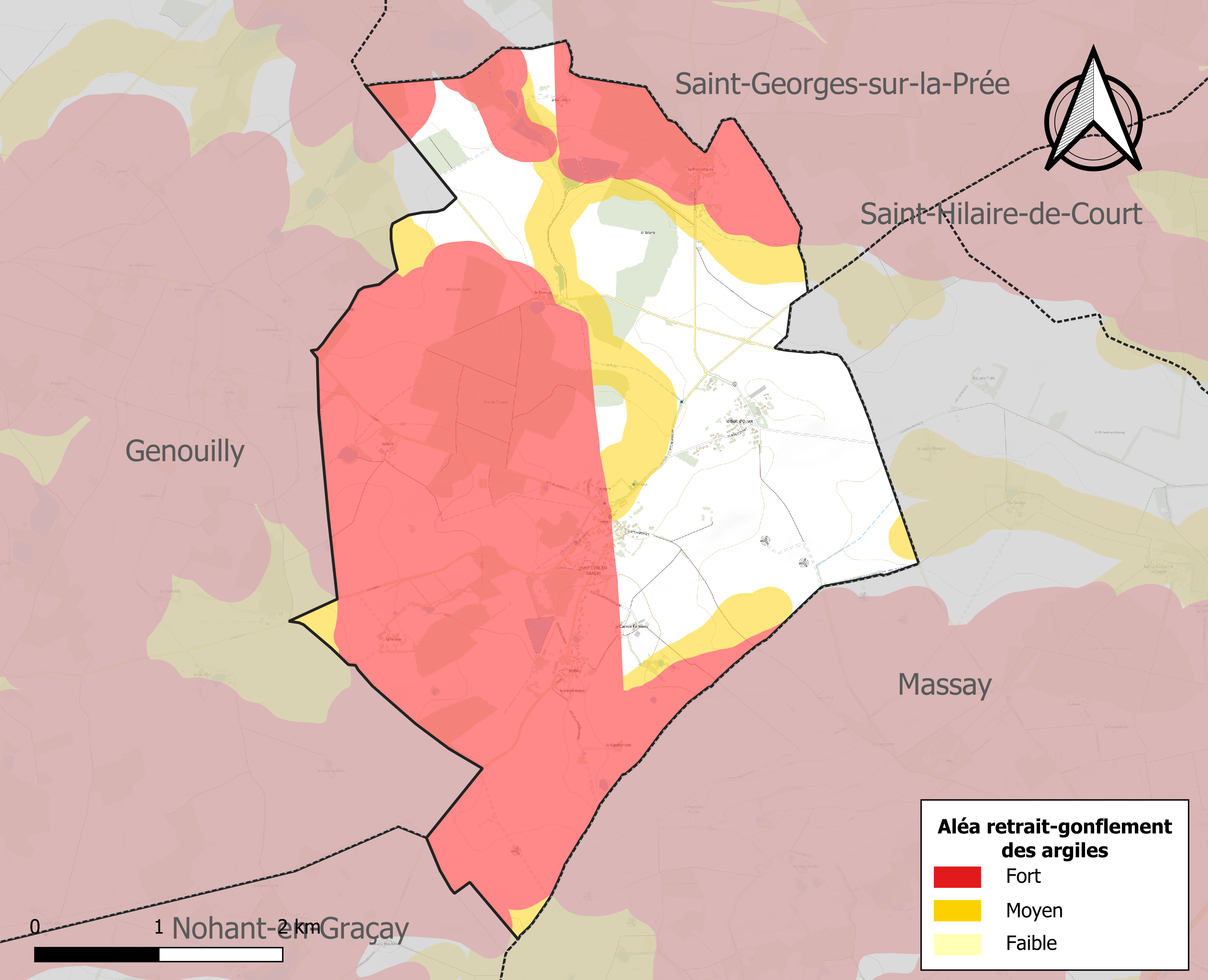
Carte des zones d'aléa retrait-gonflement des sols argileux de Dampierre-en-Graçay.

La commune est vulnérable au risque de mouvements de terrains constitué principalement du retrait-gonflement des sols argileux. Cet aléa est susceptible d'engendrer des dommages importants aux bâtiments en cas d’alternance de périodes de sécheresse et de pluie. 68,7 % de la superficie communale est en aléa moyen ou fort (90 % au niveau départemental et 48,5 % au niveau national). Sur les 121 bâtiments dénombrés sur la commune en 2019, 79 sont en aléa moyen ou fort, soit 65 %, à comparer aux 83 % au niveau départemental et 54 % au niveau national. Une cartographie de l'exposition du territoire national au retrait gonflement des sols argileux est disponible sur le site du BRGM,.
Concernant les mouvements de terrains, la commune a été reconnue en état de catastrophe naturelle au titre des dommages causés par la sécheresse en 2006, 2018 et 2019 et par des mouvements de terrain en 1999.

## Toponymie
- 1472 Dampere (A.D.18-6 G, abbaye de Massay)
- 1480 Dampierre (A.D.18-6 G, abbaye de Massay)
- 1496 Damp Pierre (A.D.18-G, chapitre de la Sainte-Chapelle de Bourges)
- 1541 Dampierre près Genouilly (A.D.18-6 G, abbaye de Massay)
- 1591 Dempierre en Graçay (A.D.18-6 G, abbaye de Massay)
- 1673 Dampierre en Graçay (A.D.18-6 G, abbaye de Massay)

## Histoire
En 1248, un aveu et dénombrement de Pierre II de Gracay, à l'abbé de Massay, mentionne notamment les paroisses de : Dampierre et Nohant, mouvantes en fiefs[C'est-à-dire ?] de l'église de Saint-Martin-de Massay.
En 1370, la baronnie de Graçay et ses fiefs est cédée à Jean de Berry, qui la donnera au chapitre de la Sainte-Chapelle-de-Bourges.
La communauté de Dampierre est en crise démographique au début du XVIIIe siècle, puisqu’elle passe de 54 feux en 1709 à 51 en 1726. L’hiver de 1709-1710 notamment cause de nombreuses pertes, ainsi que la grande canicule de 1719 (qui tua beaucoup par dysenterie).
En 1792, L'église dédiée à saint Pierre est incendiée (il ne subsiste de l'église, que les marches d'entrée qui sont celles de la mairie.

## Politique et administration

### Rattachements administratifs et électoraux
La commune se trouve dans le département du Cher et, depuis 1984, dans l'arrondissement de Vierzon. Pour l'élection des députés, elle fait partie depuis 1988 de la deuxième circonscription du Cher.
Elle faisait partie depuis 1793  du canton de Graçay. Dans le cadre du redécoupage cantonal de 2014 en France, la commune est désormais intégrée au canton de Vierzon-2,.

### Intercommunalité
La commune est devenue membre en 2000 de la communauté de communes de Graçay Saint-Outrille créée fin 1993, et qui a alors pris la dénomination de communauté de communes des Vallées vertes du Cher Ouest.
Cette intercommunalité fusionne avec la communauté de communes Vierzon Pays des Cinq rivières, la nouvelle intercommunalité créée le 1er janvier 2013 portant le nom de communauté de communes Vierzon Sologne Berry.
Le 1er janvier 2020, celle-ci a fusionné avec la communauté de communes les Villages de la Forêt pour former la communauté de communes Vierzon-Sologne-Berry et Villages de la Forêt, dont la commune est désormais membre.

### Liste des maires
| Période                                  | Période  | Identité          | Étiquette | Qualité      |
| ---------------------------------------- | -------- | ----------------- | --------- | ------------ |
| Les données manquantes sont à compléter. |          |                   |           |              |
| mars 2001                                | En cours | Henri Letourneau, | PCF       | Ancien cadre |

## Démographie
L'évolution du nombre d'habitants est connue à travers les recensements de la population effectués dans la commune depuis 1793. Pour les communes de moins de 10 000 habitants, une enquête de recensement portant sur toute la population est réalisée tous les cinq ans, les populations de référence des années intermédiaires étant quant à elles estimées par interpolation ou extrapolation. Pour la commune, le premier recensement exhaustif entrant dans le cadre du nouveau dispositif a été réalisé en 2007.

En 2022, la commune comptait 248 habitants, en évolution de −2,36 % par rapport à 2016 (Cher : −2,48 %, France hors Mayotte : +2,11 %).
| 1793 | 1800 | 1806 | 1821 | 1831 | 1836 | 1841 | 1846 | 1851 |
| ---- | ---- | ---- | ---- | ---- | ---- | ---- | ---- | ---- |
| 280  | 250  | 303  | 280  | 307  | 322  | 279  | 315  | 335  |

| 1856 | 1861 | 1866 | 1872 | 1876 | 1881 | 1886 | 1891 | 1896 |
| ---- | ---- | ---- | ---- | ---- | ---- | ---- | ---- | ---- |
| 311  | 325  | 320  | 314  | 328  | 314  | 337  | 312  | 326  |

| 1901 | 1906 | 1911 | 1921 | 1926 | 1931 | 1936 | 1946 | 1954 |
| ---- | ---- | ---- | ---- | ---- | ---- | ---- | ---- | ---- |
| 334  | 340  | 330  | 280  | 277  | 266  | 248  | 216  | 201  |

| 1962 | 1968 | 1975 | 1982 | 1990 | 1999 | 2006 | 2007 | 2012 |
| ---- | ---- | ---- | ---- | ---- | ---- | ---- | ---- | ---- |
| 216  | 190  | 181  | 170  | 271  | 225  | 225  | 225  | 255  |

| 2017 | 2022 | - | - | - | - | - | - | - |
| ---- | ---- | - | - | - | - | - | - | - |
| 248  | 248  | - | - | - | - | - | - | - |

## Culture locale et patrimoine

### Lieux et monuments
Début 2017, la commune est « réputée sans clochers ».